# 桑給巴爾豹
桑給巴爾豹（學名：Panthera pardus adersi），是一个分布在坦桑尼亞桑給巴爾群島的主岛温古贾岛上、可能已经灭绝的非洲豹的種群，过去曾被当作豹在该岛的特有亚种。直到1996年以后，分子遗传学的分析显示，桑给巴尔豹的与非洲大陆其它豹种群的DNA并无显著差异，因而其亚种地位无效，被归类为非洲豹（Panthera pardus pardus）。
20世纪，人类与桑给巴尔豹之间的冲突日益增长，导致人类将这一物种妖魔化，并决心将其消灭。1990年代末，野生动物研究人员断定桑给巴尔豹的长期生存前景十分渺茫，对其进行保护的工作也因此搁浅。

## 演化史
桑給巴爾豹的演化史與温古贾岛上的其它特有物种是一致的，如桑给巴尔红疣猴（Piliocolobus kirkii）和桑給巴爾香貓（Genetta servalina archeri）。人们认为，至少从最后一次冰河時期的末期开始，桑给巴尔豹便与非洲大陆上的豹隔绝开来，当时由于海平面上升，温古贾岛与非洲大陆之间的陆地被海水淹没。奠基者效應以及对当地环境的适应，使得这一种群与它在大陸上的近親相比体型更小，而身上的薔薇形（rosettes）花紋也變成碎裂的細點。

## 生態及习性
人類對桑給巴爾豹的生態及习性了解非常有限。博物館裡仅藏有五张皮毛，模式标本位于伦敦自然历史博物馆，桑给巴尔博物馆也收藏有标本。 人们从未对桑给巴尔豹进行过野外研究，上一次有研究人员在野外看到桑给巴尔豹是在1980年代初，所以大部份動物學家认为桑給巴爾豹已經滅絕或接近滅絕。然而，桑给巴尔政府的的数据显示，1990年代中期仍有桑给巴尔豹被獵人捕杀，島民也仍有目击桑给巴尔豹，并且有家畜被桑给巴尔豹捕食的報告。

## 与人类的关系
桑給巴爾农村地区对于豹的描述十分奇异，在当地广泛流傳的传说中，巫婆们抚养大量诸如豹这样的食肉动物，并让它们去扰乱或伤害村民。此外，当地还有关于豹如何被抚养、训练、交易，并被主人派去做坏事的传说。
20世紀，人类農業的发展和人口的剧增，在很大程度上造成了桑给巴尔豹今日的局面。人类侵占了桑给巴尔豹的栖息地，还捕杀了作为桑给巴尔豹食物来源的其它动物。与桑给巴尔豹之间不断升级的衝突，以及由此带来的恐慌，使人类采取了一系列行动，来消灭桑给巴尔豹。这些行动最初仅在小范围内进行，但1964年桑给巴尔革命后便蔓延到全岛。温古贾岛著名的巫术揭露者Kitanzi领导了一场反巫术与灭豹相结合的行动。这一行动，使后来當地居民把豹標籤为“害兽”，将桑给巴尔豹推向灭绝的的边缘。

## 保護
直到1990年代中期，桑给巴尔豹的困境才真正受到重视，当时一些机构已经将其列为灭绝生物。 由CARE资助的“乔扎尼-楚瓦卡湾保护项目”（Jozani-Chwaka Bay Conservation Project）曾经提出一项保护桑给巴尔豹的计划。但由于野生动物研究人员未能在乔扎尼森林一带发现桑给巴尔豹的任何踪迹，这项保护计划于1997年被迫取消。
当地官员对桑给巴尔豹的存在则比较乐观。当地村民有时声称可以带游客或研究人员去看驯养的桑给巴尔豹，以此获得金钱上的回报；但至今仍然没有人真正通过这种途径看到桑给巴尔豹。
2017年，动物星球频道电视节目《Extinct or Alive》团队在温古贾岛架设的一台陷阱摄影机拍摄到一段疑似桑给巴尔豹活体镜头，目前该影片正在进一步分析以确认是否为桑给巴尔豹及幸存种群可能性。

## 外部連結
- （英文） ZipcodeZoo网站上有关桑给巴尔豹的资料 （页面存档备份，存于）
- （英文） Department of Commercial Crops, Fruits & Forestry (DCCFF), Zanzibar （页面存档备份，存于）